# Mathematica
Mathematica és un programari de càlcul matemàtic utilitzat en molts camps científics, d'enginyeria, matemàtics i informàtics. A diferència d'altres sistemes, Mathematica aplica automatització intel·ligent a totes les parts del sistema, des de la selecció d'algoritmes fins a la disposició de la trama i el disseny de la interfície d'usuari.